# Carl Kalling
Carl Gabriel Napoleon Kalling, född 17 april 1803 på Svärtinge säteri i Östra Eneby socken, död 25 december 1878 i Stockholm, var en svensk greve och militär.

## Biografi
Kalling valde den militära karriären och blev fanjunkare vid Svea livgarde 1821 och avlade officersexamen 1822. Han blev fänrik vid Svea livgarde samma år och utnämndes där till löjtnant 1830. Han var från 1839 ordonnansofficer hos Karl XIV Johan. Han utnämndes till kapten i armén 1840 och kapten i regementet 1844. Han blev andre major vid Svealivgarde 1853 och överstelöjtnant samt förste major 1857. Han blev överste i armén 1859 och överste samt chef för Närkes regemente 1859 och fick avsked ur krigstjänsten 1866. Åren 1835–1836 medverkade han som kapten vid engelska legionens 10. regemente i striderna mot karlisterna i det Spanska kriget. Han sårades två gånger under tiden i Spanien, under maj månad 1835 blev han svårt skadad i pannan av en kula vid ett bajonettanfall vid stormningen av de befästade verken vid San Sebastian och tilldelades därefter en spansk tapperhetsmedalj; 1836 tilldelades han Sankt Ferdinands orden. Han deltog i den svensk-norska hjälpkårens expedition till Fyn 1848. I unionslandet Sverige-Norge tilldelades han Svärdsorden 1842 och Sankt Olavs orden 1858 samt medaljen För tapperhet i fält 1837.
Han var son till Per Adolf Kalling (1752–1820) och Catharina Lovisa Gyllenkrook (1764–1844) samt från 1846 gift med friherrinnan Ebba Florentina Sture (1808–1887), som var dotter till översten Sten Sture. Makarna fick sonen stadsnotarien Carl Kalling (1854–1928).